# گلنورچی، تاسمانیا
گلنورچی (به انگلیسی: Glenorchy) یک حومه شهر در استرالیا است که در City of Glenorchy واقع شده‌است.